# ووپرتال

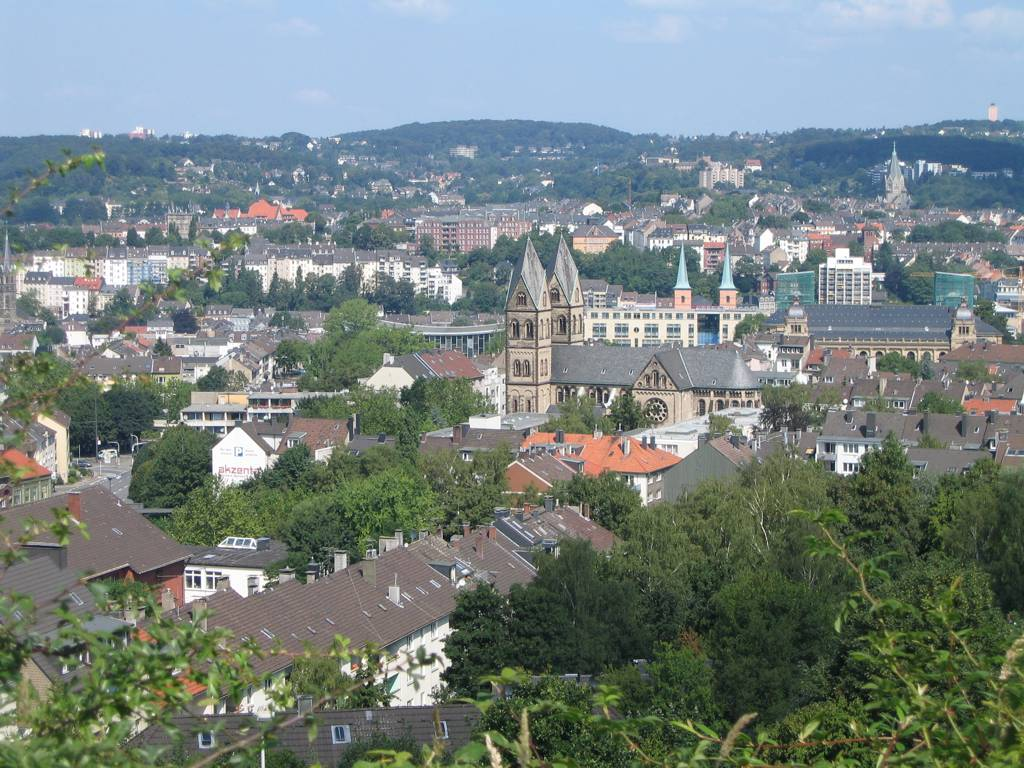
ووپرتال

ووپرتال (به آلمانی: Wuppertal) () یکی از شهرهای ایالت نوردراین-وستفالن در غرب آلمان است. ووپرتال بر کرانهٔ رود ووپر در جنوب منطقهٔ رور و شرق شهر دوسلدورف قرار دارد. این شهر دارای مساحتی برابر با ۱۶۸٫۴۱ کیلومتر مربع است و جمعیت آن در سال ۲۰۰۷ برابر با ۳۵۶٬۴۲۰ نفر بوده‌است. دو سوم منظقهٔ شهری ووپرتال فضای سبز است.

## نگارخانه

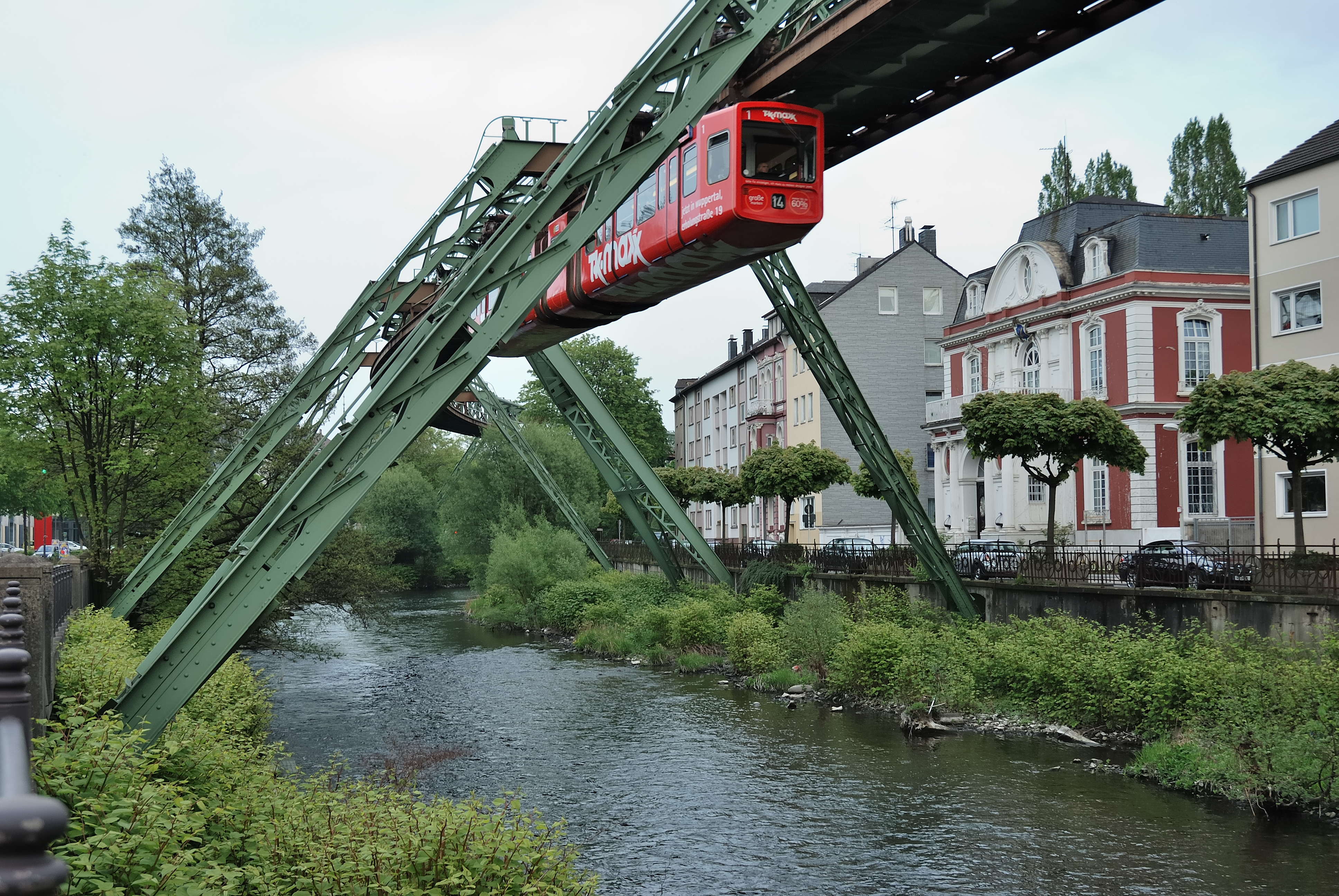
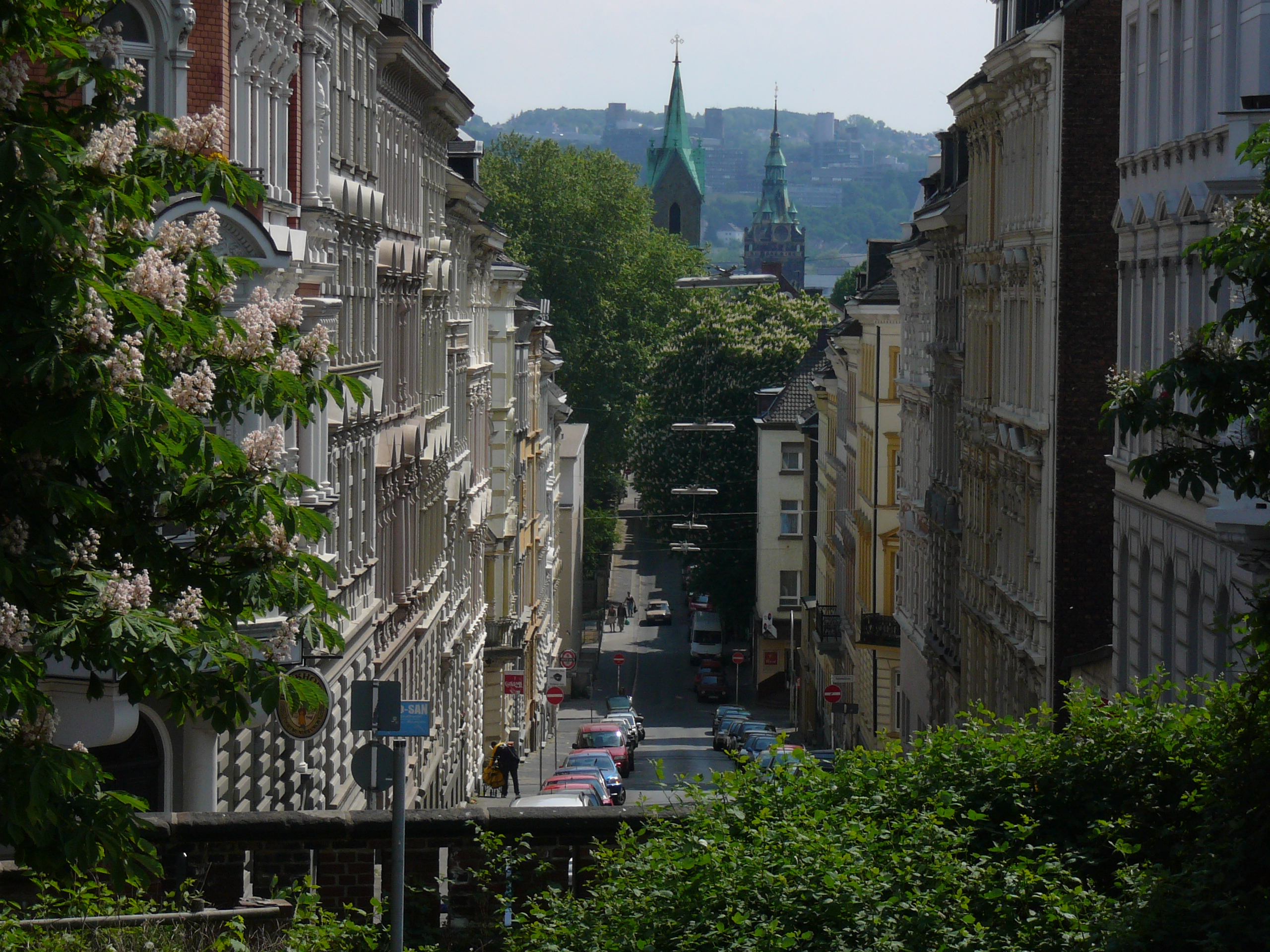
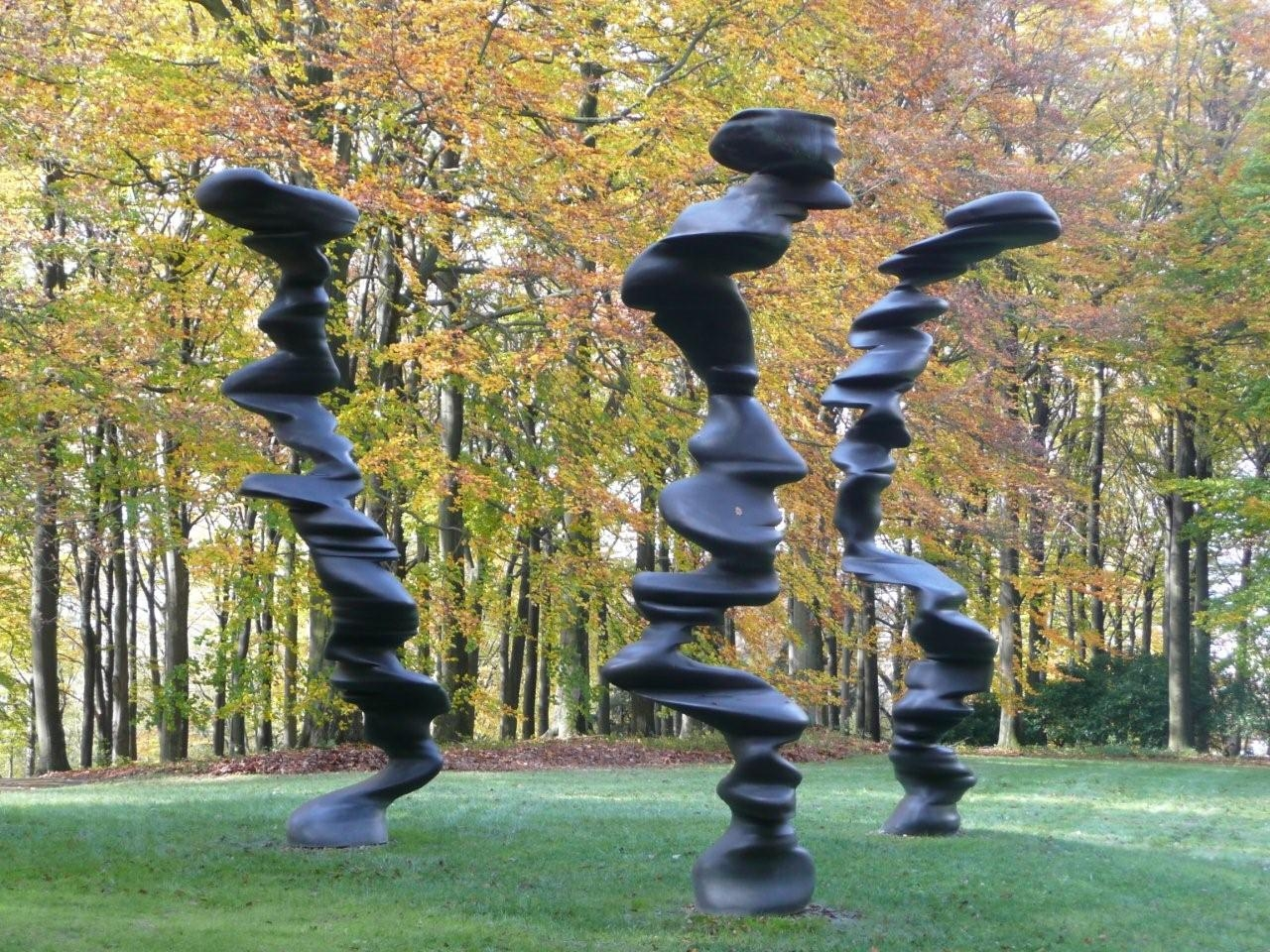
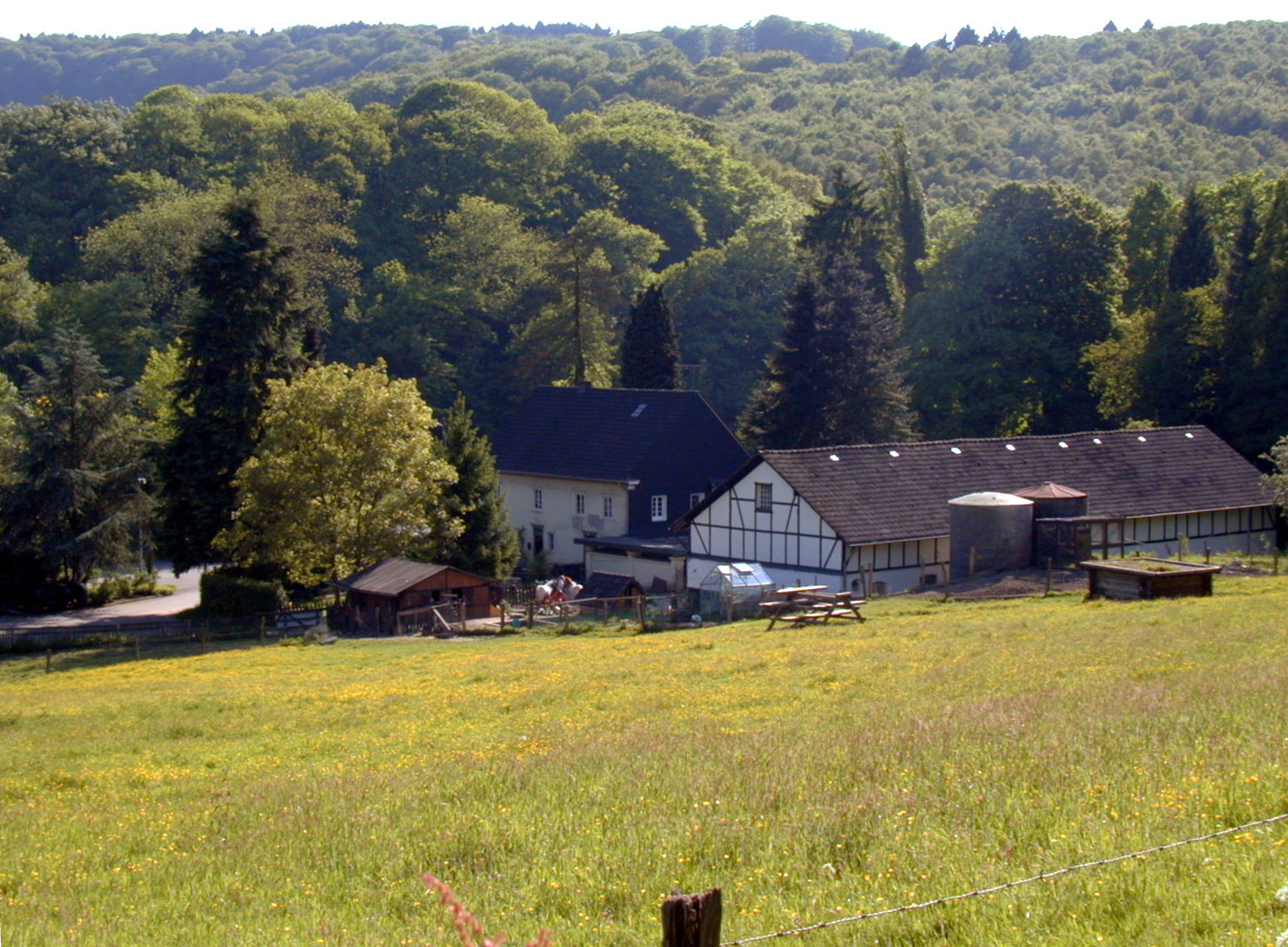
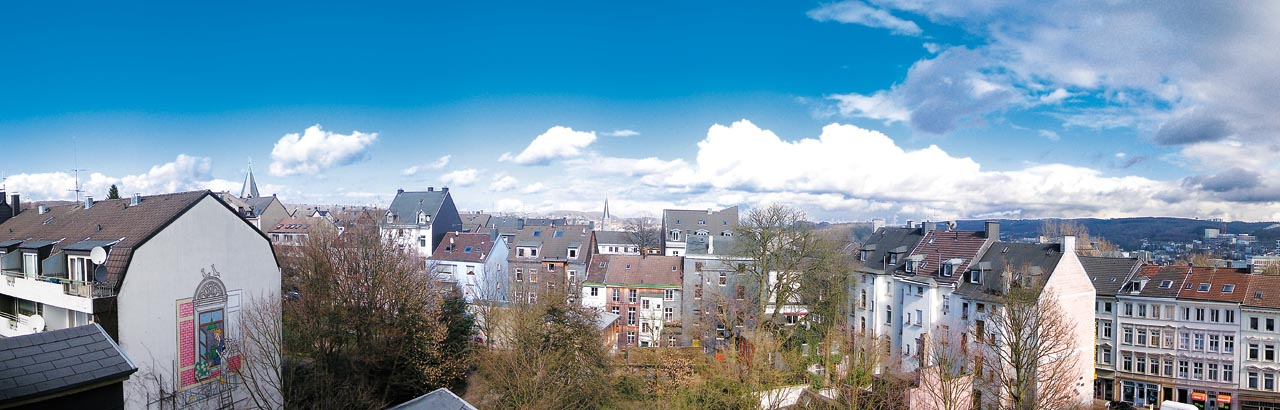